# Hypochilus jemez
Espèce
Hypochilus jemez est une espèce d'araignées aranéomorphes de la famille des Hypochilidae.

## Distribution
Cette espèce est endémique du Nouveau-Mexique aux États-Unis,. Elle se rencontre dans la grotte Terrero Cave et dans ses environs dans le comté de San Miguel.

## Description
Le mâle holotype mesure 9,30 mm et la femelle paratype 11,50 mm.

## Étymologie
Son nom d'espèce lui a été donné en référence aux indiens Jemez.

## Publication originale
- Catley, 1994 : Descriptions of new Hypochilus species from New Mexico and California with a cladistic analysis of the Hypochilidae (Araneae). American Museum Novitates, no 3088, p. 1-27 (texte intégral).